# Damous
Damous (în arabă الداموس) este o comună din provincia Tipaza, Algeria.
Populația comunei este de 17.111 locuitori (2008).